# Jardim Botânico de Montreal
O Jardim Botânico de Montreal é um grande jardim botânico localizado em Montreal, Canadá, província de Quebec. É o segundo maior do mundo[carece de fontes?], em área, atrás somente dos Jardins Botânicos Reais de Kew, em Londres, Reino Unido. Está localizada ao lado do Estádio Olímpico de Montreal.

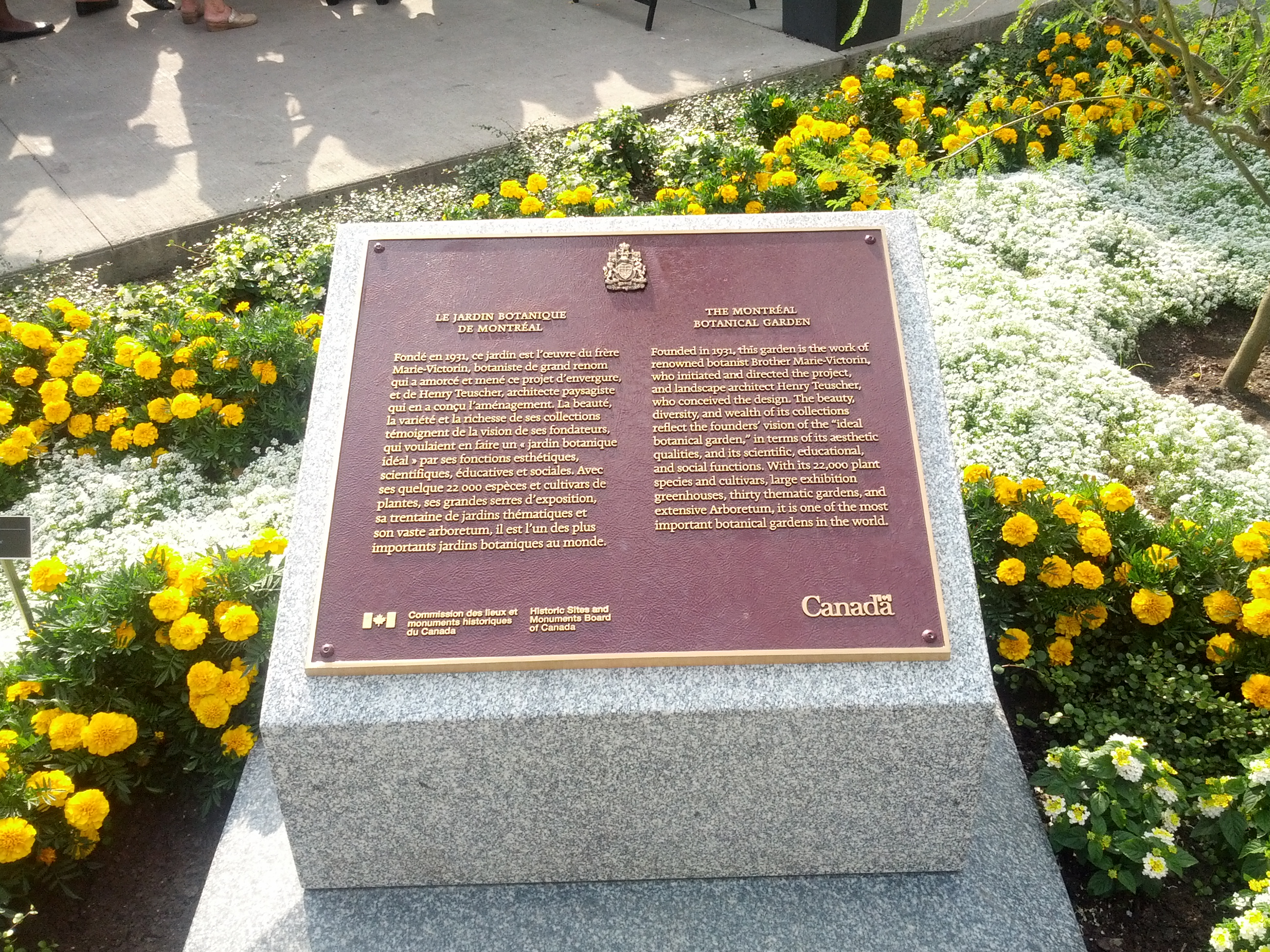
Placa na entrada do Jardim Botânico

O Jardim Botânico de Montreal foi fundado em 1931, no auge da Grande Depressão, pelo então prefeito Camillien Houde. Habitantes da cidade possuem livre acesso às áreas exteriores do Jardim.Lendas dizem há uma planta carnívora gigante aos arredores de lá.